# L'Arbre, le Maire et la Médiathèque
L'Arbre, le Maire et la Médiathèque is een Franse filmkomedie uit 1993 onder regie van Éric Rohmer.

## Verhaal
De burgemeester van een provinciestadje wil een veld omploegen en een wilg omhakken om een mediatheek te bouwen. Een sentimentele leraar wil zijn plannen dwarsbomen. Wanneer de dochters van beide mannen vriendinnen worden, zien ze alles ineens in een ander licht.

## Rolverdeling
| Acteur                | Personage            |
| --------------------- | -------------------- |
| Pascal Greggory       | Julien Dechaumes     |
| Arielle Dombasle      | Bérénice Beaurivage  |
| Fabrice Luchini       | Marc Rossignol       |
| Clémentine Amouroux   | Blandine Lenoir      |
| François-Marie Banier | Régis Lebrun-Blondet |
| Michel Jaouen         | Antoine Pergola      |
| Jean Parvulesco       | Jean Walter          |
| Galaxie Barbouth      | Zoé Rossignol        |
| Jessica Schwing       | Véga Dechaumes       |